# La Toya Jackson
Pour les articles homonymes, voir Jackson.
La Toya Jackson, née le 29 mai 1956 à Gary (Indiana), est une chanteuse et actrice américaine. Sœur aînée de Michael et Janet Jackson, elle est le cinquième enfant de la famille Jackson.
Elle a été connue en 1984 avec le single : Heart Don't Lie, extrait de son 3eme opus éponyme. Ses autres hits inclus : If You Feel the Funk, Bet'cha Gonna Need My Lovin', Hot Potato, You're Gonna Get Rocked! et Sexbox.

## Biographie
La Toya est la deuxième fille de la famille Jackson à avoir commencé une carrière solo.
Son premier album homonyme, La Toya Jackson, sort en 1980 chez le label Polydor Records. Son premier single If You Feel The Funk a été relativement bien classé (#40 aux charts Billboard R&B, #17 aux charts Dance, #42 en Allemagne, #18 aux Pays-Bas). Son deuxième single, Night Time Lover, fit moins bien que le premier même s'il a été coécrit et coproduit par son frère Michael Jackson, qui participe également aux chœurs dans la chanson. L'album contient aussi une version du succès de Billy Ocean Are You Ready?.
Un an plus tard, son deuxième album sort. My Special Love est assez similaire au premier album. Ce dernier est coécrit avec sa sœur Janet et contient une autre chanson à succès de Billy Ocean Stay The Night (premier single extrait de l'album). Ses frères, Randy, Tito, Marlon et Jackie participent à l'élaboration de cet album. Pendant ce temps, son père Joseph Jackson est son producteur.
En 1983, elle signe chez le label Private Eye Records, une division de CBS. Elle enregistre l'album Heart Don't Lie, sorti en 1984 et coécrit par son père avec l'un des guitaristes et claviéristes du groupe Kool & The Gang, Amir Bayyan. La Toya connaît un certain succès aux États-Unis avec le single Heart Don't Lie (#56) et quelques autres singles au Top 40 Dance.
Avec Amir Bayyan, elle coécrit la célèbre chanson Reggae Night, qui n'apparaîtra cependant pas dans l'album Heart Don't Lie. Cette chanson a été donnée à Jimmy Cliff qui la sortira en 1983 sur son album The Power & The Glory et en fera un succès. Elle interprétera cependant cette chanson dans son album No relation en 1991.
L'album Imagination (en) sort en 1986 avec un succès moindre. Les albums La Toya Jackson, My Special Love et Heart Don't Lie seront réédités en CD au Japon. Des copies officielles de ces CD se vendent vers 200-300 dollars US chez Ebay. Des fans du site Internet Church of La Toya Jackson souhaitent que les quatre premiers albums sortent mondialement en version CD (dont plusieurs bonus).
En 1987, elle quitte la demeure familiale d'Encino (USA). Elle décide que Jack Gordon (son mari d'alors) devienne son producteur. Elle signe chez le label Teldec Records en Allemagne. Elle travaille avec des producteurs comme Stock Aitken Waterman (qui produisent Rick Astley, Kylie Minogue, Mandy Smith...). Ils produisent trois chansons pour La Toya en 1988 pour l'album La Toya. Le premier single extrait s'intitule Ain't Nobody Loves You Like I Do. Elle enregistre une chanson anti-drogue Just Say No qui est composée spécialement pour la campagne de Ronald Reagan. Cet album est également l'occasion pour elle de travailler avec les producteurs hip-hop Full Force qui font pour elle You're gonna get rocked et Such a wicked love.
Elle apparaît dans le magazine Playboy en mars 1989. En 1990, l'album Bad Girl sort chez Teldec Records. Un an plus tard, l'album sort chez un label Italien, Sherman Records. L'album a connu pas moins de 50 éditions sous différents noms : Sexual Feeling, He's My Brother, Playboy... Les producteurs sont les Allemands Klarman/ Weber et Tony Monn.
En 1991, La Toya enregistre son septième album studio No Relations. Ce dernier sonne House Music et contient le single Sexbox qui a connu un petit succès en Hollande. Parmi les thèmes issus de cet album figure la maltraitance envers les enfants (abus sexuels). Il ne sort pas aux États-Unis. Elle pose une deuxième fois pour Playboy. Parallèlement, elle publie l'autobiographie Jackson Story" (titre original : La Toya: Growing Up in the Jackson Family (en)) dans laquelle elle affirme que son père a commis des actes incestueux et battaient ses fils.
Un single Oops, Oh No!  sort en 1991 sur les labels Dance Factory aux Pays-Bas et Hérisson Vert en France, après une première publication avec la voix du chanteur-musicien français Marc Cerrone en 1986, ce single doit probablement sa légitimité à la popularité de La Toya en Hollande et en France en 1991.
En 1992, elle signe un contrat d'un an avec le Moulin Rouge à Paris, pour un spectacle dans lequel elle chante en français. Un album pressé uniquement sur CD, tiré à seulement 3000 exemplaires, Formidable, sera enregistré cette même année, pour l'occasion. Ce disque est devenu très recherché par les collectionneurs.
En 1993, elle enregistre un album de musique country intitulé From Nashville To You. Ce disque sortira deux fois, sous deux appellations différentes. Aucun single ne sera tiré de cet album, même si le titre Crazy, chanté au The Maury Show connaît un succès d'estime. L'album contient une chanson d'Elvis Presley Burnin' Love. Il est enregistré en 3 jours seulement, et la qualité s'en ressent.
Elle a posé deux fois dans le magazine pour adulte Playboy. En 1990, sa chanson You And Me est élue meilleure chanson du Festival de Sanremo. Dans les années 1980, sa chanson Baby sister remporte un prix dans un festival au Japon après une campagne de publicité pour des appareils photo avec sa chanson Heart don't lie.
En 1994, son mari Jack Gordon la force à enregistrer en deux heures seulement un album contenant des classiques de la Motown. La voix de La Toya n'est pas aussi bonne que dans l'album de country et ceux produits auparavant par son époux. Elle reprend des chansons des Supremes, Four Tops, Smokey Robinson, et des Jackson Five, ses frères. Un single sort : Baby Love (reprise des Supremes). Cet album ne connaît aucun succès et n'entre même pas dans les charts.
Ces albums sont les deux derniers à être produits par Gordon. Elle divorce par la suite. Sur une période comprise entre 2003 et 2007, elle enregistre et diffuse un album (quasi-hors commerce) qui est un échec, disponible uniquement dans certains pays en petites quantités, ou sur le net. Il ne se vend qu'aux alentours de 35 000 exemplaires, même si la sortie officielle par sa maison de disques Ja-Tail était prévue pour 2008, comme indiqué sur son site officiel. Néanmoins, les singles de l'album Just wanna dance & Free the world se classent de façon honorable dans les air-plays (radio) aux États-Unis. La rumeur veut qu'à cette époque, elle prépare un show télévisé avec sa famille, tout particulièrement avec Jermaine.
Elle enregistre en 2009 un titre hommage à son frère décédé, Michael, intitulé Home et dont la sortie était prévue le 28 juillet 2009[réf. nécessaire] par Bungalo Records et qui devait faire partie de son album Startin' Over également prévu pour 2009[réf. nécessaire]. Les bénéfices de ce single auraient été entièrement reversés au AIDS Project Los Angeles, une association de lutte contre le SIDA.
En 2018, elle interprète le rôle de Cléopâtre dans le téléfilm à succès Sharknado 6: The last sharknado, it's about time.

## Télé-réalité
Le 2 janvier 2009, elle participe à Celebrity Big Brother 6 où elle apparaît avec le rappeur Coolio, l'acteur Verne Troyer (Mini-moi dans Austin Powers), et l'ex Sugababes Mutya Buena, et d'autres célébrités britanniques. Elle se fera éliminer aux portes de la finale, alors que son frère Jermaine avait fini second de la finale en 2007.
Elle fut l'invitée d'honneur dans un prime de Dancing with the Stars 9, lors d'une émission spéciale Michael Jackson.
En 2010, elle a failli participer à la Ferme célébrités en Afrique,.
En novembre 2010 elle fait partie des seize célébrités qui participeront à Celebrity Apprentice 4, au côté notamment de l'ancienne actrice de Melrose Place, Lisa Rinna et du rappeur Lil Jon.
L'émission est diffusée du 6 mars au 22 mai 2011. Elle se fera virer par Donald Trump (le créateur du show) lors de l'épisode 8, avant de revenir dans l'aventure dans l'épisode suivant, pour être définitivement virée dans l'épisode 10.
En 2013 elle fait partie des quatorze célébrités à revenir tenter leurs chances dans The Celebrity Apprentice pour une édition all-star. Gary Busey et Lisa Rinna de sa saison d'origine sont également présents. Stephen Baldwin et Dennis Rodman sont également présents, et avaient participé à une saison de Celebrity Big Brother. Elle est virée par Trump et son jury lors de l'épisode 3, c'est-à-dire après Bret Michaels dans le premier épisode et Dee Snider lors du deuxième.
L'année 2013 marque également le début de sa propre émission de télé réalité, Life with La Toya. Le premier épisode est diffusé le 13 avril 2013, et réunit 1.8 million de téléspectateurs devant le programme, diffusé sur la chaine OWN. L'émission s'arrête le 9 août 2014.
En 2018 elle participe et remporte la quatrième édition célébrités de Worst Cooks in America, face à Ian Ziering.
En janvier 2019 il est révélé lors du septième épisode qu'elle est sous le masque de l'Extraterrestre dans la première saison de The Masked Singer.
En 2021 elle participe en Espagne à Mask Singer: Adivina quién canta, la version locale de Masked Singer. Elle sera la première éliminée. Dans cette saison, elle était avec la chanteuse Mel B l'une des deux célébrités à avoir déjà participé à d'autres versions de Masked Singer.
En octobre 2023, elle participe lors du 6e épisode de la saison 5 de la version australienne de Masked Singer. Elle est démasquée et éliminée lors du 7e épisode.
En mai 2025, elle participe en tant que star internationale à Mask Singer en France sous le costume de l’impératrice.

## Discographie
- 1980 : La Toya Jackson
- 1981 : My Special Love
- 1984 : Heart Don't Lie
- 1986 :  Imagination (en)
- 1988 : La Toya
- 1991 : No Relations
- 1991 : Bad Girl
- 1993 : Formidable
- 1994 : From Nashville To You
- 1995 : Stop in the Name of Love
- 2010 : Startin' Over

## Filmographie
- 1988 : The Flintstone Kids' "Just Say No" Special : elle-même (voix)
- 1990 : Counterstrike : Sandrine Carter
- 2018 : Sharknado 6: The last sharknado, it's about time